# Castanotheroides sinuatus
Castanotheroides sinuatus är en mångfotingart som först beskrevs av Butler 1872.  Castanotheroides sinuatus ingår i släktet Castanotheroides och familjen Zephroniidae. Inga underarter finns listade i Catalogue of Life.